# Ліпи (Поморське воєводство)
Ліпи (пол. Lipy) — село в Польщі, у гміні Стара Кішева Косьцерського повіту Поморського воєводства.
Населення — 213 осіб (2011).
У 1975-1998 роках село належало до Гданського воєводства.

## Демографія
Демографічна структура станом на 31 березня 2011 року:
|          | Загалом | Допрацездатний вік | Працездатний вік | Постпрацездатний вік |
| -------- | ------- | ------------------ | ---------------- | -------------------- |
| Чоловіки | 121     | 32                 | 79               | 10                   |
| Жінки    | 92      | 20                 | 52               | 20                   |
| Разом    | 213     | 52                 | 131              | 30                   |